# 帕尔尼和菲兰
帕尔尼和菲兰（法語：Pargny-et-Filain，發音：[paʁɲi e filɛ̃]）是法国埃纳省苏瓦松区的市镇，面积9.79平方千米，2022年1月1日人口为371人。其于2025年1月1日由原市镇菲兰和帕尔尼菲兰合并而成，行政中心位于帕尔尼菲兰。
帕尔尼和菲兰是一个新市镇，两个原市镇为该新市镇的委派市镇。

## 地理
帕尔尼和菲兰（49°27'47.0"N, 3°32'35.9"E）面积9.79平方千米，位于法国上法蘭西大區埃纳省，该省份为法国北部内陆省份，北起北部省，西接索姆省和瓦兹省，东临阿登省和马恩省，西南至塞纳-马恩省，东北部与比利时接壤。
与帕尔尼和菲兰接壤的市镇（或旧市镇、城区）包括：莫南普特伊、艾济-茹伊、奥斯泰勒、沙维尼翁、于尔塞勒。
帕尔尼和菲兰的时区为UTC+01:00、UTC+02:00（夏令时）。

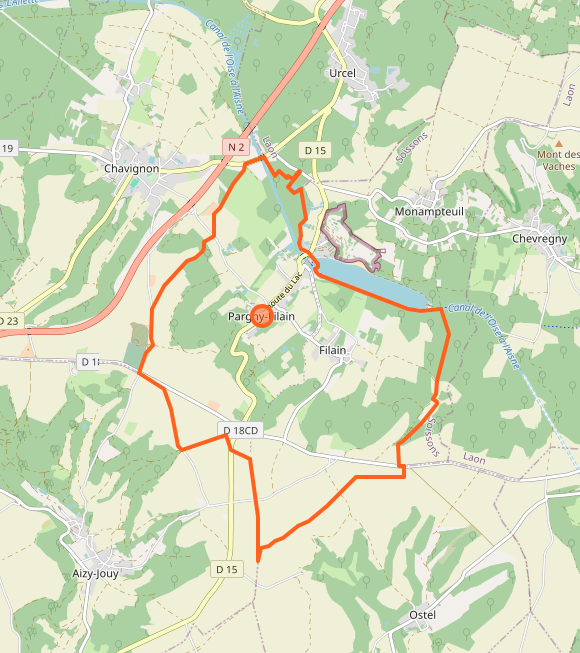
帕尔尼和菲兰的OSM定位图

## 行政
帕尔尼和菲兰的邮政编码为02000，INSEE市镇编码为02589。

## 政治
帕尔尼和菲兰所属的省级选区为塔德努瓦地区费尔县。

## 人口
帕尔尼和菲兰于2022年1月1日时的人口数量为371人。